# Galumna niliaca
Galumna niliaca är en kvalsterart som beskrevs av Al-Assiuty, Abdel-Hamid,Seif och El-Deeb 1985. Galumna niliaca ingår i släktet Galumna och familjen Galumnidae. Inga underarter finns listade i Catalogue of Life.